# Mustafa Abu Sway
Mustafa Abu Sway (arabisch مصطفى أبو صوي/ Muṣṭafā Abū-Ṣuwai; * 1958 in Amman, Jordanien) ist ein  palästinensischer Islamwissenschaftler und eine Persönlichkeit des Islam, die seit vielen Jahren am interreligiösen Dialog beteiligt ist.

## Leben
Er ist der erste Inhaber des Integral Chair for the Study of Imam Ghazali’s Work an der al-Masjid al-Aqsa und der al-Quds-Universität in Jerusalem. Er war davor Associate Professor for Philosophy and Islamic Studies und Direktor des Islamic Research Center an der al-Quds-Universität.
Seine Ausbildung erwarb er an der Universität Bethlehem und am Boston College in den Vereinigten Staaten.
Er lehrte an der International Islamic University in Malaysia und war ein visiting Fulbright Scholar-in-Residence am Wilkes Honors College der Florida Atlantic University sowie Visiting Professor für Islamic Studies am Bard College, NY.
Er ist einer der  Senior Fellows des Königlichen Aal al-Bayt Instituts für Islamisches Denken (Royal Aal al-Bayt Institute for Islamic Thought), Jordanien.
2012 zählte Mustafa Abu Sway zu den 500 einflussreichsten Muslimen in der Auflistung des Prinz-al-Walid-bin-Talal-Zentrums für muslimisch-christliche Verständigung der Georgetown University und des Royal Islamic Strategic Studies Centre von Jordanien.

## Werke
- Islamic Epistemology: The Case of Al-Ghazali (Dewan Bahasa dan Pustaka, 1995) (Translated into Bahasa Melayu, 2004)
- Fatawa Al-Ghazali (ISTAC, 1996)
- Abraham in the three monotheistic faiths (Avigdor Shinʼan; Maroum Lahham; Mustafa Abu Sway). Jerusalem: Palestinian Academic Society for the Study of International Affairs (PASSIA), 1999.
- Jerusalem im Islam. Übers.: Ina Hünich und Simone Britz. Berlin: AphorismA, 2010. ISBN 978-3-86575-528-5

## Videos
- vimeo.com: Inside with Dr. Mustafa Abu Sway